# Ingebjørg Saglien Bråten

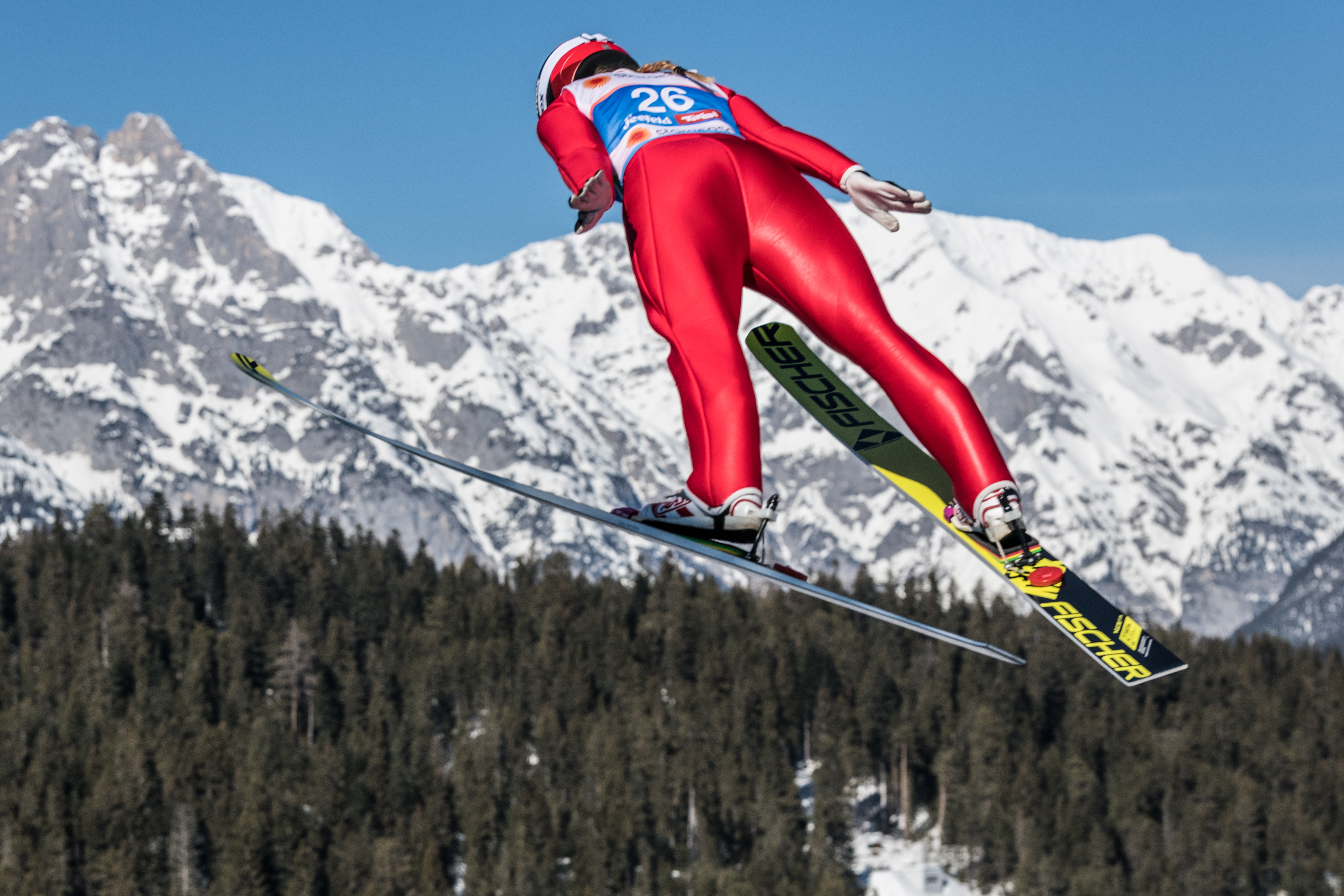
Bråten bei der WM 2019 in Seefeld

Ingebjørg Saglien Bråten (* 20. September 1999 in Nord-Aurdal) ist eine ehemalige norwegische Skispringerin. Ihr größter sportlicher Erfolg war der Gewinn der Bronzemedaille im Teamspringen bei den Weltmeisterschaften 2019 in Seefeld in Tirol.

## Werdegang
Ingebjørg Saglien Bråten debütierte am 11. und 12. März 2016 in Harrachov im FIS Cup, wo sie die Plätze 34 und 38 belegte. Daraufhin ging sie im September bei einem weiteren Wettbewerb im FIS Cup in Einsiedeln an den Start. Am 10. September 2016 startete Bråten in Lillehammer zum ersten Mal im Continental Cup, wo sie den 29. Platz belegte und damit zugleich ihre ersten Continental-Cup-Punkte erzielte. Seitdem startet sie regelmäßig im Continental Cup, ihre beste Platzierung war ein elfter Platz in Notodden am 16. Dezember 2017.
Bei den Junioren-Weltmeisterschaften 2018 im schweizerischen Kandersteg belegte Bråten im Einzelwettbewerb Platz 49. Im Teamwettbewerb erreichte sie zusammen mit Eirin Maria Kvandal, Silje Opseth und Anna Odine Strøm den fünften Platz.
Am 30. November 2018 debütierte Bråten im Rahmen des Lillehammer Triples 2018 im Skisprung-Weltcup und belegte die Plätze 27, 31 und 17, womit sie zugleich auch ihre ersten Weltcup-Punkte erzielte. Bei den Junioren-Weltmeisterschaften 2019 im finnischen Lahti gewann Bråten gemeinsam im Mixed-Mannschaftswettbewerb mit Fredrik Villumstad, Silje Opseth und Thomas Aasen Markeng die Silbermedaille. Im Einzelwettbewerb belegte sie Platz 30 und erreichte mit norwegischen Juniorinnenmannschaft Rang 9.
Bei den Nordischen Skiweltmeisterschaften 2019 gewann Bråten mit der Mannschaft, zu der zudem Anna Odine Strøm, Silje Opseth und Maren Lundby gehörten, die Bronzemedaille im Teamspringen. Im Einzelwettbewerb belegte sie den 25. Rang.
Bei den ersten vier Stationen der Weltcup-Saison 2019/20 war Bråten Teil des norwegischen Kaders, verpasste allerdings meistens die Qualifikation für die Wettbewerbe. Beim Teamspringen in Yamagata erreichte sie gemeinsam mit Anna Odine Strøm, Silje Opseth und Maren Lundby als Dritte erstmals das Podest im Weltcup. Im weiteren Saisonverlauf startete Bråten im Continental Cup, wo sich jedoch ebenfalls keine guten Resultate einstellten. Dennoch war sie für die nationale Gruppe bei der Raw Air 2020 eingeplant, musste allerdings ihre Saison Anfang März aufgrund eines Trainingsturzes vorzeitig beenden.

## Statistik

### Weltcup-Platzierungen
| Saison  | Platz | Punkte |
| ------- | ----- | ------ |
| 2018/19 | 38.   | 36     |

### Continental-Cup-Platzierungen
| Saison  | Platz | Punkte |
| ------- | ----- | ------ |
| 2016/17 | 64.   | 02     |
| 2017/18 | 32.   | 70     |
| 2018/19 | 62.   | 16     |
| 2019/20 | 41.   | 77     |